# ماریان

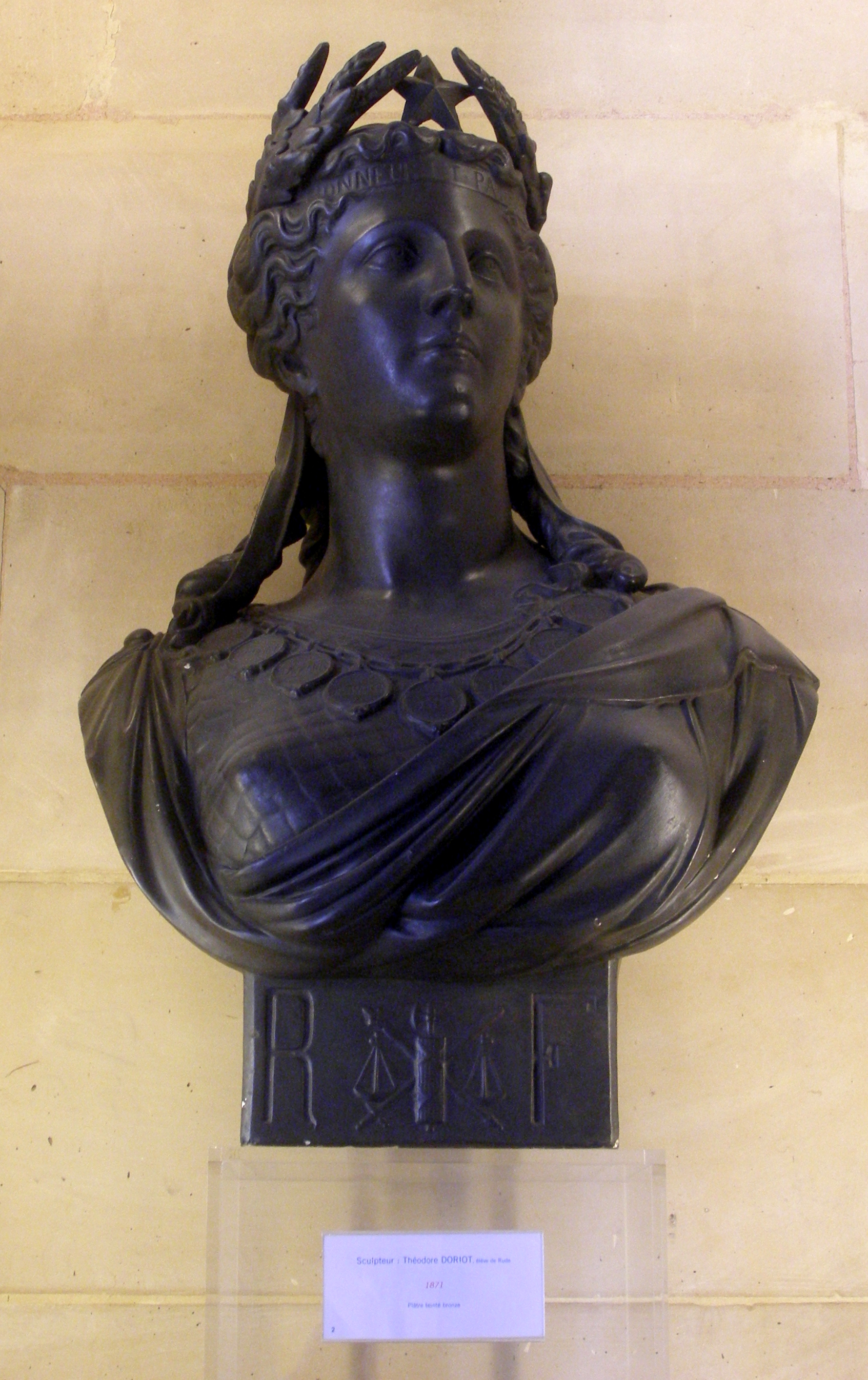
مجسمه نیم‌تنه‌ای از ماریان که توسط تئودور دوریوت ساخته شده است و در سنای فرانسه نگه‌داری می‌شود.

ماریان (به انگلیسی: Marianne) یکی از نمادهای ملی فرانسه است که در اصل، آنتروپومورفیسمی از آزادی و عقل در چهره یکی از الهه‌های رومی، به نام الهه آزادی است.